# Rob Grabert
Robert Karl Baldwin "Rob" Grabert, född 5 februari 1964 i Hilfarth i Västtyskland, är en nederländsk före detta volleybollspelare.
Grabert blev olympisk guldmedaljör i volleyboll vid sommarspelen 1996 i Atlanta.